# Francis Fukuyama
Yoshihiro Francis Fukuyama, född 27 oktober 1952 i Chicago, är en amerikansk författare, konservativ liberal, statsvetare och nationalekonom.[källa behövs]

## Biografi
Francis Fukuyama är mest känd för sin bok The End of History and the Last Man, i svensk översättning Historiens slut och den sista människan, som gavs ut 1992. Där argumenterar han för att historien, som drivits framåt av kampen mellan konkurrerande samhällssystem och ideologier, är över i och med Sovjetunionens fall och det kalla krigets slut. Han hävdar att inga alternativa samhällsmodeller med detta längre utmanar den marknadsekonomiska liberala demokratin, och att alla världens länder därmed med tiden kommer att anamma detta system. Statsvetaren Samuel P. Huntington gick i polemik mot Fukuyamas idéer med en uppmärksammad artikel i Foreign Affairs 1993, och 1996 en bok med titeln Civilisationernas kamp (Clash of Civilizations). 
Genom sina tidiga verk kom Francis Fukuyama att inspirera en lång rad av neokonservativa tänkare och bidrog till att formulera Reagandoktrinen som motiverar interventionistisk utrikespolitik. Fukuyama var en av medarbetarna i tankesmedjan Project for the New American Century, och argumenterade för att störta Saddam Hussein och att tillfångata eller avrätta Usama bin Ladin. Efter hand har Fukuyama intagit en starkt kritisk hållning till neokonservatismen och proklamerat att dess stund har passerat. Han förordar idag en politik som förespråkar universella mänskliga rättigheter, men inte nödvändigtvis genom amerikansk vapenmakt. Han har varit starkt kritisk till George W. Bushs utrikespolitik och ekonomiska politik och stödde Barack Obama i presidentvalet 2008. Han dock arbetat som rådgivare åt president George W. Bush i frågor gällande bioteknik. 
Hans senare verk berör postmodernism, populism och tillit som faktor i det politiska samtalet.

## Kritiken mot Fukuyamas "Historiens slut"
Francis Fukuyamas hållning till västvärldens liberala ekonomiska system har rönt mycket kritik, till exempel har den franske protektionistiska debattören Emmanuel Todd anfört att ett kapitalistiskt system skapar en elitistisk oligarki, vilka utarmar de breda folklagren, vilket är ett hot mot den liberala demokrati som enligt Fukuyama skulle bli "historiens slut". 

## Boken "post human future"
I boken "Our Posthuman Future" uttrycker Fukuyama en djup oro över att människor med hjälp av bioteknik kommer att fortsätta utvecklas genom en styrd evolution istället för genom kamp mellan olika samhällssystem. "Vi ser kanske inte tillämpningar som kloning av människor och genetisk ingenjörskonst idag", menar Fukuyama, "men dessa och redan nu existerande tekniker manar oss till att snarast tänka över vart vi vill att vetenskapen ska gå."